# Louis Tronnier
Louis Tronnier (21 novembre 1897 à Brunswick - 27 janvier 1952 à Hanovre) est un Generalmajor allemand qui a servi au sein de la Heer dans la Wehrmacht pendant la Seconde Guerre mondiale.
Il a été récipiendaire de la Croix de chevalier de la Croix de fer. Cette décoration est attribuée pour récompenser un acte d'une extrême bravoure sur le champ de bataille ou un commandement militaire avec succès.

## Biographie
Louis Tronnier s'engage le 6 juin 1915 comme volontaire de guerre dans le 15e régiment de hussards (de) (Hanovre). Il sert comme officier pendant la Première Guerre mondiale et est promu lieutenant fin janvier 1918. 
Louis Tronnier est capturé par les forces soviétiques durant la seconde offensive de Jassy–Kishinev en août 1944. Il meurt le 27 janvier 1952 dans le camp de prisonniers de guerre de Woikowo près de Moscou.

## Décorations
- Croix de fer (1914)
  - 2e classe
  - 1re classe
- Croix d'honneur
- Agrafe de la Croix de fer (1939)
  - 2e classe
  - 1re classe
- Médaille du Front de l'Est
- Croix allemande en Or (28 février 1942)
- Croix de chevalier de la Croix de fer
  - Croix de chevalier le 28 novembre 1942 en tant que Oberst et commandant du Grenadier-Regiment 70[1]